# Замх
Замх (пол. Zamch) — деревня в Билгорайском повете Люблинского воеводства Польши. Входит в состав гмины Обша. По данным переписи 2011 года, в деревне проживало 1405 человек. Разделена на две части: Замх I и Замх II.

## География
Деревня расположена на юго-востоке Польши, в пределах Тарногрудского плато, на левом берегу реки Вирова к югу от реки Танев, на расстоянии приблизительно 33 километров к юго-востоку от города Билгорай, административного центра повета. Абсолютная высота — 203 метра над уровнем моря. Через населённый пункт проходит региональная автодорога 863.

## История
В XV веке Замх являлся центром староства Пшемысльской земли Русского воеводства.
Согласно «Военно-статистическому обозрению Российской Империи», в 1847 году в селе проживало 1349 человек. В административном отношении входило в состав Замостского уезда Люблинской губернии Царства Польского. По состоянию на 1890 год населённый пункт являлся центром гмины Бабище Белгорайского уезда.
Согласно переписи 1921 года имелось 345 домов и проживало 1877 человек. В национальном составе преобладали украинцы (1299 человек), остальные — поляки и евреи (150 человек).
В период с 1975 по 1998 годы входила в состав Замойского воеводства.

## Население
Демографическая структура по состоянию на 31 марта 2011 года:
|         | Всего | До трудоспособного возраста | Трудоспособного возраста | Старше трудоспособного возраста |
| ------- | ----- | --------------------------- | ------------------------ | ------------------------------- |
| Мужчины | 695   | 161                         | 462                      | 72                              |
| Женщины | 710   | 145                         | 400                      | 165                             |
| Всего   | 1405  | 306                         | 862                      | 237                             |

## Достопримечательности
- Костёл (до 1875 года — униатский храм, в 1875—1919 годы — православный храм) свв. Иосафата и Пракседы, 1842 г.